# Кубок світу з гірськолижного спорту
Кубок світу з гірськолижного спорту — низка міжнародних змагань із гірськолижного спорту, об'єднаних спільним очковим заліком. Кубок світу проходить під егідою Міжнародної федерації лижного спорту (FIS), починаючи з сезону 1966—1967.
Ідея організації гірськолижних змагань у Кубок світу з'явилася в 1966 у групи товаришів-експертів, серед яких визначну роль грали французький журналіст Серж Ланг, французький тренер Оноре Бонне та американський тренер Боб Бітті. Думка знайшла підтримку президента FIS швейцарця Марка Годлера. Перший етап Кубка світу відбувся 5 січня 1967 у Берхтесґадені, Західна Німеччина.

## Перемоги в окремих змаганнях за країною
В таблиці наведені країни, представники яких виграли принаймні 1 етап Кубка світу (станом на 24 січня 2010)
| Країна          | Загалом перемог | Загалом перемог | Загалом перемог |                  | Дисципліни  | Дисципліни | Дисципліни | Дисципліни | Дисципліни |
| Країна          | Чоловіки        | Жінки           | Разом           | Швидкісний спуск | Супергігант | Гігант     | Слалом     | Комбінація |            |
| --------------- | --------------- | --------------- | --------------- | ---------------- | ----------- | ---------- | ---------- | ---------- | ---------- |
| Австрія         | 415             | 328             | 743             | 270              | 115         | 159        | 152        | 42         |            |
| Швейцарія       | 238             | 273             | 511             | 183              | 43          | 142        | 89         | 54         |            |
| Франція         | 107             | 147             | 254             | 51               | 27          | 61         | 112        | 2          |            |
| Італія          | 157             | 66              | 223             | 38               | 21          | 74         | 83         | 5          |            |
| США             | 100             | 107             | 207             | 63               | 20          | 41         | 58         | 25         |            |
| Німеччина & ФРН | 31              | 154             | 185             | 45               | 45          | 39         | 43         | 12         |            |
| Швеція          | 111             | 73              | 184             | 7                | 11          | 67         | 94         | 5          |            |
| Норвегія        | 88              | 8               | 96              | 22               | 18          | 24         | 19         | 13         |            |
| Канада          | 31              | 36              | 67              | 41               | 8           | 12         | 5          | 1          |            |
| Ліхтенштейн     | 24              | 36              | 60              | 5                | 3           | 17         | 21         | 14         |            |
| Словенія        | 23              | 31              | 54              | 3                | 3           | 15         | 33         | -          |            |
| Люксембург      | 46              | —               | 46              | 3                | 9           | 7          | 16         | 11         |            |
| Хорватія        | 11              | 30              | 41              | 1                | 1           | 2          | 29         | 8          |            |
| Фінляндія       | 14              | 10              | 24              | —                | —           | 9          | 15         | -          |            |
| Іспанія         | 1               | 10              | 11              | —                | —           | 7          | 4          | -          |            |
| Нова Зеландія   | —               | 5               | 5               | —                | —           | —          | 5          | -          |            |
| Росія           | —               | 5               | 5               | 4                | 1           | —          | —          | -          |            |
| СРСР            | 5               | —               | 5               | 1                | —           | 3          | 1          | -          |            |
| Австралія       | 2               | 1               | 3               | 1                | 1           | —          | 1          | -          |            |
| Чехословаччина  | —               | 3               | 3               | 1                | —           | —          | 1          | 1          |            |
| Чехія           | —               | 2               | 2               | —                | —           | —          | 2          | -          |            |
| Польща          | 1               | 1               | 2               | —                | —           | —          | 2          | -          |            |
| Болгарія        | 1               | —               | 1               | —                | —           | —          | 1          | -          |            |
| Всього          | 1406            | 1326            | 2732            | 739              | 326         | 679        | 786        | 193        |            |

Примітка: Результати Західної Німеччини й Німеччини в таблиці об'єднані. Усі результати Югославії віддані Словенії, оскільки всі югославські переможці етапів були словенцями й завершили кар'єри, виступаючи за Словенію. Радянський Союз і Росія наведені окремо, так само як Чехословаччина та Чехія. У стовпчиках окремих дисциплін не наведені результати для тих дисциплін, змагання з яких проводилися нечасто, наприклад, з паралельного слалому. Однак, ці результати зараховані країнам.